# Clemens Brocker

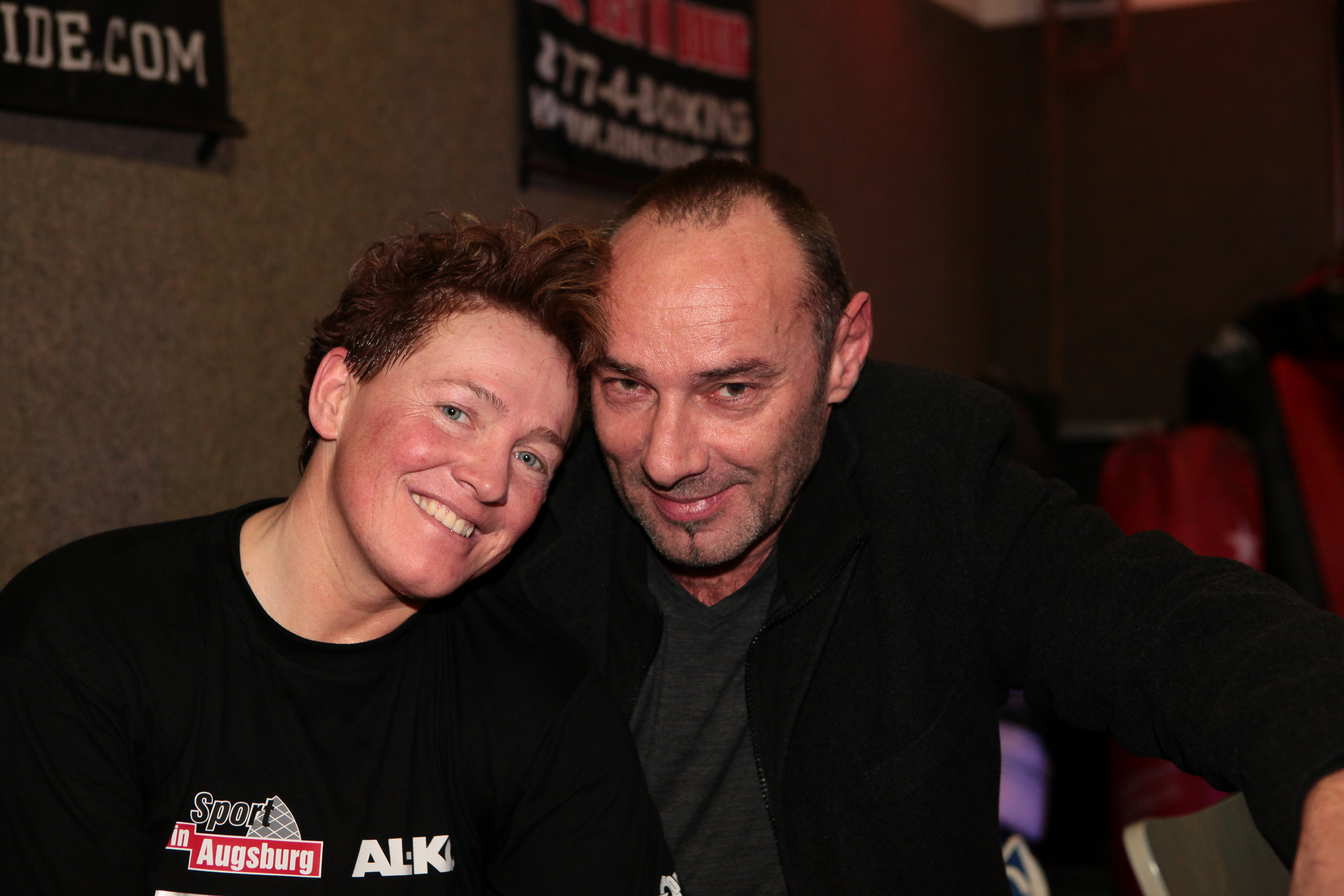
Tina Schüßler mit Clemens Brocker (2014)

Clemens Brocker  (* 2. Oktober 1961 in München) ist ein deutscher Aktionskünstler, Bildhauer, Zeichner, Designer, Gestalter und Grafiker, aufgewachsen in Stadtbergen und wohnt in Neusäß bei Augsburg.

## Leben
Brocker absolvierte sein Studium an der Fachhochschule für Gestaltung in Augsburg.
Seit 1986 ist er freiberuflich tätig, in den Bereichen Bildhauerei, Malerei, Design, Gestaltung und Grafik.
Am 17. November 2011 wurde der Künstler vom Bayerischen Rundfunk in seiner Heimatstadt Neusäß besucht. Das Fernsehen berichtete ausführlich in der Sendung: „Schwaben & Altbayern“ über seine Kunstwerke.
Clemens Brocker lebt mit der Profikampfsportlerin Tina Schüßler zusammen.

## Ausstellungen
Zahlreiche Einzel- und Gruppenausstellungen, Kunstvorträge und Kunstseminare machten Clemens Brocker nicht nur in Augsburg und München, sondern auch überregional bekannt, u. a. in Leipzig, Berlin, Ulm, Krumbach, Ljubljana (Slowenien) und Japan.

## Internationale Präsenz, Werke und Preise
- 1992 Gestaltungswettbewerb Nikolaikirchhof, Leipzig
- 1993 Kunstpreis des Landkreises Augsburg
- 1995 Kunstpreis der Raiffeisenbank Aichach
- 1997 Kunstpreis der Stadt Neusäß
- 2002 1. Preis, Wettbewerb für BEW-Zentralwarte in Gersthofen
- 2005 Tor, Stahlblech, Höhe: 265 cm
- 2005 Live-Aktion, Kunstpfad-Krumbach, Eiche, Höhe: 270 cm[4]
- Roter Mann, Eiche, Höhe: 220 cm
- Wettbewerb und Realisation, Kneip-Landkreis Unterallgäu, Stahl, Höhe: 900 cm
- Kreis – Balance, Stahlblech, 180 × 180 × 155 cm
- Wächter, Stahlblech, 350 × 220 × 120 cm
- Wettbewerb und Realisation, JVA Aichach, Brunnen, Granit, Höhe: 250 cm
- Wettbewerb und Realisation, Stadt Neusäß, Stahl, Höhe: 320 cm
- Butler, Fichtenstamm[5]
- BEW Kunstwettbewerb, 16-teiliges Holzobjekt Köpfe-topografisch, LEW
- 2014 Teilnahme 1. Kunstpreiswettbewerb und Skulpturen-Ausstellung der Stadt Stadtbergen
- 2014 Skulptur, Stahlblech, Höhe: 400 cm, aufgestellt in Irland